# Dizoniopsis herosae
Dizoniopsis herosae là một loài ốc biển, động vật chân bụng trong họ Cerithiopsidae, which được tìm thấy ở Biển Caribe và Vịnh Mexico. Nó được Jay and Drivas mô tả năm 2002.